# Lawrence Washington (Soldat)

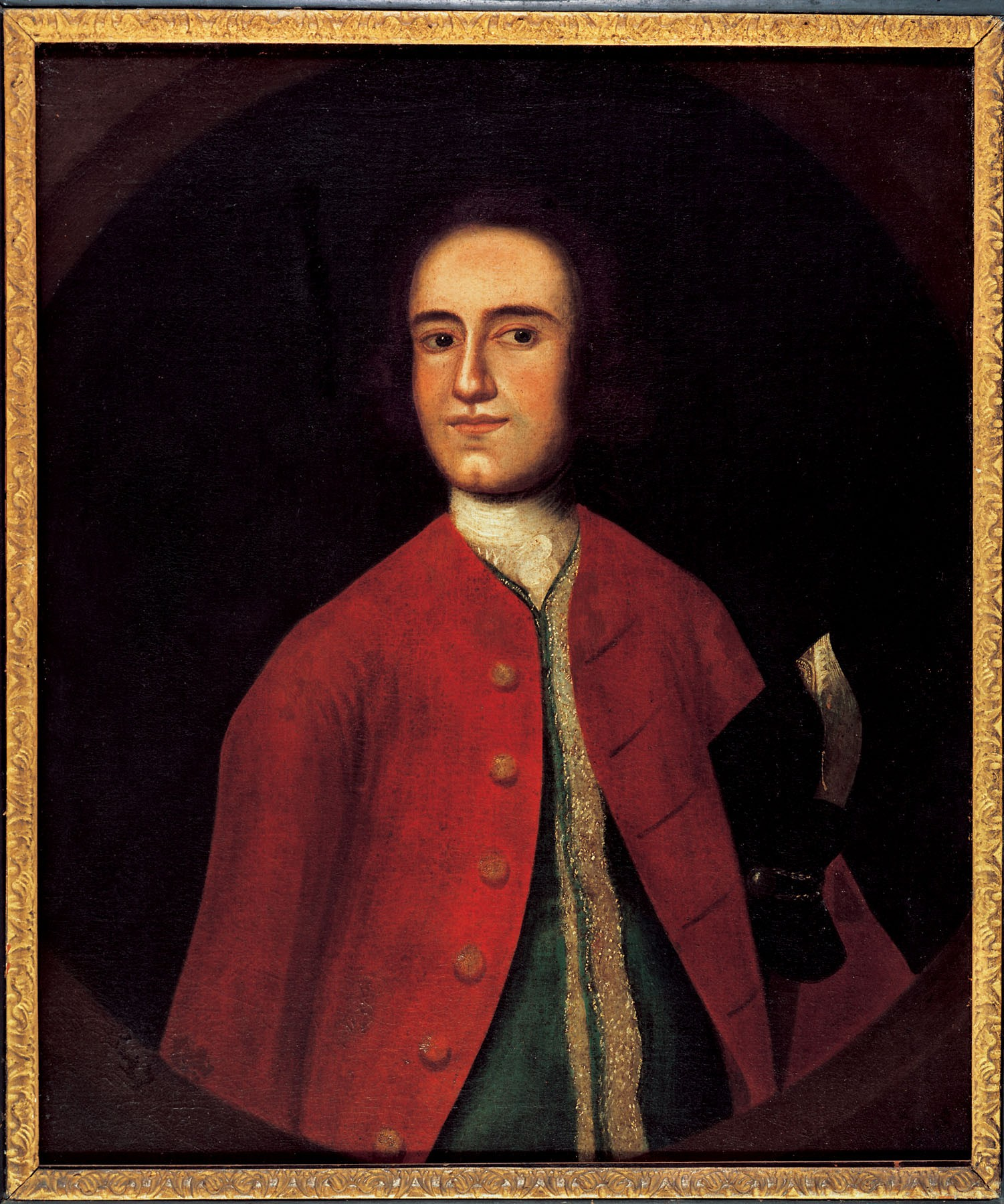
Lawrence Washington

Lawrence Washington (* 1718 in Virginia; † 1752 in Mount Vernon) war ein britischer Offizier und bekannter Landbesitzer im kolonialen Virginia. Als Gründungsmitglied der Ohio Company of Virginia und Mitglied der Vertretung der kolonialen Legislative von Fairfax County, war er hauptsächlich für die Sicherstellung der Gründung der Stadt Alexandria, Virginia am Ufer des Potomac River im Jahr 1749 verantwortlich. Washington war außerdem der geliebte, ältere Halbbruder des künftigen Präsidenten der Vereinigten Staaten, George Washington, und der erste, der den Landsitz Mount Vernon bewohnte und diesem seinen heutigen Namen gab.

## Militärische Karriere
Ende 1739 beschloss das britische Parlament, ein Infanterieregiment (Regiment of Foot) der britischen Armee in den amerikanischen Kolonien zu gründen, welches im Krieg gegen Spanien auf den Westindischen Inseln eingesetzt werden sollte, bekannt als War of Jenkins’ Ear. Colonel des Regiments wurde der Gouverneur von Virginia, William Gooch (1681–1751), nach dem es Gooch’s American Regiment genannt wurde. Es wurde ferner beschlossen, dass auch die Kompaniekommandeure innerhalb der Kolonien rekrutiert werden sollten. Hierzu wurde Colonel William Blakeney über den Atlantik geschickt, mit Blanko-Ernennungsurkunden, unterzeichnet von König Georg II., um sie über die örtlichen Gouverneuren zu verteilen. So vergab der Gouverneur von Virginia, William Gooch, eine Offiziersstelle als Captain einer von vier Virginia-Kompanien am 10. Juli 1740 an Lawrence Washington; seine Ernennungsurkunde ist in den Archiven des Landsitzes Mount Vernon erhalten.
Die vier Virginiakompanien wurden im August 1740 in Williamsburg gemustert, aber die Transportschiffe nach Jamaika setzten frühestens im Oktober die Segel. Die wichtigsten britischen Invasionstruppen kamen in Jamaika nicht vor Anfang Januar 1741 an – die Expedition unter dem Doppelkommando von Vice-Admiral Edward Vernon und Brigadier-General Thomas Wentworth begann schließlich im späten Januar. Anfang Februar wurde die Entscheidung getroffen, die spanischen Festung in Cartagena in Neugranada anzugreifen. Zu dieser Zeit wurden einige der Amerikaner auf Kriegsschiffe von Vice-Admiral Vernon entsandt, um als Marineinfanteristen eingesetzt zu werden. Lawrence war glücklich, wie er seinem Vater später schrieb, zum „Captain of the Soldiers acting as Marines“ an Bord von Vernons Flaggschiff, der HMS Princess Caroline (einem 80-Kanonen Linienschiff) berufen worden zu sein. Aufgrund dieser Berufung schieden er und seine Männer formell aus Gooch’s American Regiment und der British Army aus und wurden als Royal Marines Teil der Royal Navy, wurden aber in der Folgezeit Gooch’s Marines genannt.
Lawrence war ein Überlebender des Kriegszuges gegen die Hafenstadt Cartagena und gegen Kuba und Panama. Der Angriff gegen Cartagena im März–April 1741 erwies sich als Katastrophe, als über die Hälfte der britischen Soldaten an tropischen Krankheiten (vor allem an Gelbfieber) erkrankte und starb bzw. durch die erbitterte Gegenwehr der süanisch-kreolischen Verteidiger dezimiert wurde. Das Fieber überwog auf den neu ankommenden Truppenschiffen, während die Besatzungen auf Vernons Kriegsschiffen, die bereits seit einem Jahr in der Karibik waren, weitgehend unempfindlich gegen Krankheiten waren. So überlebte Lawrence Washington das Fieber, welches fast 90 Prozent der Amerikaner tötete.
Im Januar 1741 wurden 3255 Offiziere und Männer von Gooch’s American Regiment in den Hafen von Kingston, Jamaika, eingeschifft. Im Mai 1741 nahm auch Lawrence an der britischen Landung in Guantánamo (Cumberland Harbor), Kuba, teil. Vice-Admiral Vernon beabsichtigte, von dort kommend Santiago de Cuba gleichzeitig von Land und vom Meer aus anzugreifen, musste den Feldzug, als die spanische Gegenwehr zumnahm und zudem erneut Krankheiten unter den Soldaten ausbrachen, abbrechen und nach Jamaika zurückkehren. Als Gooch’s American Regiment dort am 24. Oktober 1742 aufgelöst wurde, waren unter den überlebenden Amerikanern nur noch 17 Offiziere und 130 Mannschaftssoldaten diensttauglich, sie kehrten im November und Dezember wieder nach Nordamerika zurück, begleitet von 268 Kranken.
Nach seiner Rückkehr nach Virginia Ende 1742 erfuhr Lawrence, dass der Posten des Adjutanten des Milizkommandeurs frei war. Er bewarb sich für das Amt und wurde im Frühjahr 1743 zum Adjutanten von Gouverneur Gooch im Range eines Majors ernannt.

## Persönliches Leben
Es wird angenommen, dass Lawrence im Jahre 1718 geboren wurde, als zweites Kind von Augustine Washington und Jane Butler (deren erstgeborener Sohn, Butler, in der Kindheit starb). Die Familie wohnte damals in Westmoreland County, Virginia, in der Nähe des Rappahannock River. Im Jahre 1729 brachte Augustine Lawrence und dessen jüngeren Bruder Augustinus, Jr., nach England und schrieb sie in der Appleby School ein. Als Augustine einen Monat später nach Virginia zurückkehrte und entdeckte, dass seine Frau gestorben war, ließ er seine Tochter Jane in der Obhut seiner Familie in Westmoreland County. Der Vater heiratete im Jahre 1731 die junge Erbin Mary Ball.
Lawrence absolvierte seine Ausbildung und kehrte 1738 nach Virginia zurück – hier übernahm er die Verwaltung der über 2000 ha großen Plantage seines Vaters am Potomac River in Little Hunting Creek (später Prince William County; nach 1742 Fairfax County). Ende 1738 zog Augustine mit seiner zweiten Familie auf die kurz zuvor erworbene Ferry Farm, am Rande von Fredericksburg. Die Bücher des Prince William County Deed zeigen, dass Lawrence ab März 1739 begann, Landstriche an den Grenzen des Familienbesitzes Little Hunting Creek zu erwerben. Die Käufe im eigenen Namen zeigen, dass Lawrence mit 21 Jahren seine Volljährigkeit erreicht hatte.
Washington heiratete im Juli 1743 Anne Fairfax (1728–1761), die älteste Tochter von Colonel William Fairfax vom benachbarten Belvoir, selbst ein Landagent für seinen Vetter, Thomas Fairfax, 6. Lord Fairfax of Cameron.
Als der neue Landkreis Fairfax im Jahr 1742 gebildet wurde (aus dem Norden des Prince William County), wurde Lawrence 1744 in das Virginia House of Burgesses als Vertreter für Fairfax gewählt (für den Landkreis und die Familie). Im Jahre 1747 trat er mit seinem Schwiegervater, anderen prominenten Landbesitzern und Geschäftsleuten der Northern Neck bei, um die Ohio Company of Virginia zu gründen, mit der Absicht, den Handel zwischen dem inneren Amerikas und dem Potomac River zu eröffnen. Die Gesellschaft benötigte dazu ein Warenlager, einer Schnittstelle für den Handel. Das Gelände von Hugh Westens Tabaklagerhaus am westlichen Ufer des Potomacs in der Nähe der Mündung des Hunting Creek, war als Standort geeignet, da sein tiefes Wasser den Schiffen aus London erlaubte, direkt an den Kai zu segeln. Doch die lokalen Tabakpflanzer waren begierig darauf, eine neue Stadt vom Fluss entfernt und weiter stromaufwärts am Hunting Creek zu gründen. Während der Legislaturperiode von 1748 bis 1749 war Lawrence verantwortlich für die Förderung des Geländes am Fluss und die Sicherung der erforderlichen Stimmen, um eine neue Stadt am Potomac zu genehmigen, wo sie den Interessen der Ohio Company dienlich war. Im Mai 1749 unterzeichnete Gouverneur William Gooch ein Gesetz zur Gründung der Stadt Alexandria und Lawrence wurde die Berechtigung erteilt „vom Dienst abwesend zu sein für die Wiederherstellung seiner Gesundheit“.
Vor der ersten öffentlichen Versteigerung der Stadtparzellen im Juli 1749, segelte Lawrence nach London, um dort Geschäfte im Namen der Ohio Company zu tätigen und um sich von englischen Ärzten in Bezug auf seine Gesundheit beraten zu lassen. Sein jüngerer Bruder George, ein aufstrebender Landvermesser, nahm an der „Public Vendue“ (Auktion) teil, kopierte den Stadtplan „A Plan of Alexandria, Now Belhaven“ und listete die einzelnen Parzellen und die Verkaufspreise für seinen Bruder auf. Obwohl als Alexandria gegründet, wurde die Stadt schon bald Belhaven genannt – zu Ehren des schottischen Patrioten John Hamilton, 2. Lord Belhaven and Stenton. Im Jahr 1751 hielt der Stadtrat die „Belhaven-Lotterie“ ab, um Geld für ein Rathaus zu sammeln, und auch George Washington spricht in seiner Korrespondenz aus dem French and Indian War in den späten 1750er Jahren von „Belhaven“.
George Washington begleitete seinen Halbbruder Lawrence zu den warmen Quellen in Bath (heute Berkeley Springs, West Virginia), die Lawrence häufig zur Besserung seiner Gesundheit besuchte. Im Jahr 1751 reisten sie gemeinsam nach Barbados in der Hoffnung, dass Klima könnte weiter helfen, da Lawrence an Tuberkulose erkrankt war. Dies war die einzige Reise, die George Washington jemals außerhalb der Grenzen dessen, was zu den Vereinigten Staaten von Amerika wurde, unternahm. Nach dem Tod von Lawrence’ Witwe erbte George das Anwesen Mount Vernon, das Lawrence zu Ehren des britischen Admirals Edward Vernon benannt hatte, unter dem Lawrence einst gedient hatte. Lawrence starb an Tuberkulose in seinem Heim Mount Vernon im Juli 1752. Seine Witwe heiratete kurz danach in die Familie Lee ein, so dass der 20-jährige George auf der Plantage Mount Vernon lebte und diese verwaltete.
Aus seiner Ehe mit Anne Fairfax hatte Lawrence mehrere Kinder, von denen keines die Kindheit überlebte:
- Jane Washington (* 27. September 1744; † Januar 1745);
- Fairfax Washington (* 22. August 1747; † Oktober 1747) (es war üblich dem ersten männlichen Kind den Nachnamen der Mutter als Vornamen zu geben);
- Mildred Washington (* 28. September 1748; † 1749);
- Sarah Washington (* 7. November 1750; † um 1754), sie war 1752 die Erbin ihres Vaters – hätte sie überlebt, hätte sie Mount Vernon anstelle ihres Onkels George Washington geerbt.